# Other People's Lives
Other People's Lives je třetí sólové album Raye Daviese. Bylo vydáno 6. února 2006.

## Seznam skladeb
Autorem všech skladeb je Ray Davies.
1. „Things Are Gonna Change (The Morning After)“
2. „After The Fall“
3. „Next Door Neighbour“
4. „All She Wrote“
5. „Creatures of Little Faith“
6. „Run Away From Time“
7. „The Tourist“
8. „Is There Life After Breakfast?“
9. „The Getaway (Lonesome Train)“
10. „Other People's Lives“
11. „Stand Up Comic“
12. „Over My Head“
13. „Thanksgiving Day“ (bonusová skladba vydaná pouze v UK)

## Obsazení
- Ray Davies – kytara, klávesy, zpěv
- Mark Johns, Steve Bolton – kytara
- Dick Nolan, Norman Watt-Roy – baskytara
- Dylan Howe, Toby Baron – bicí